# Parque nacional Islas Brook
Islas Brook es un parque nacional en Queensland (Australia), ubicado a 1.246 km al noroeste de Brisbane.

## Datos
- Área: 0,9 km²
- Coordenadas: 18°08′29″S 146°16′56″E / -18.14139, 146.28222
- Fecha de Creación: 1994
- Administración: Servicio para la Vida Salvaje de Queensland
- Categoría IUCN: II

Véase también:
- Zonas protegidas de Queensland

- Datos: Q928618